# Ljudstva antične Italije
Ljudstva antične Italije je skupno poimenovanje kultur in etnij, ki so naseljevale Apeninski polotok pred nastankom Rima. Gre za množico  plemen, bodisi staroselcev (tretje tisočletje pr. n. št.) kot poznejših indoevropskih priseljencev.
Razlikujejo se naslednje tri skupine:
- predindoevropska ljudstva in ljudstva, o katerih ni dovolj zgodovinskih podatkov;
- italski indoevropejci;
- neitalski indoevropejci.

## Predindoevropska ljudstva
V to skupino spadajo avtohtona ljudstva, ki so bivala na tem ozemlju še v zgodnji bronasti dobi, istočasno z Villanovsko kulturo  ali kot njen del, na primer predniki Etruščanov, Ligurov, Retov, pa tudi tista ljudstva, za katera ni dovolj zgodovinskih pričevanj o njihovih jezikih in verovanjih, kot so Kamuni, Elimi, Sikani, Sardi in Korsi.
O izvoru Etruščanov obstajajo različne teorije. Legenda govori, da so potomci ubeglih Trojancev, a to poreklo ni zgodovinsko utemeljeno. Drugi dve pomembnejši teoriji predvidevata antično priselitev (na začetku bronaste dobe) z onstran Alp ali pa avtohtonost. Ker je Etruščanska civilizacija povsem brez primere med vsemi kulturami tistega časa, se je uveljavila teorija, po kateri naj bi Etruščani bili praprebivalci Italije.
Ligure prvič omenja Heziod v 8. stoletju pr. n. št. kot najstarejše ljudstvo znanega sveta. Ni zadostnih zgodovinskih podatkov o njihovem izvoru in bivanju, ker so bili primitivno ljudstvo brez pisave in ustnega izročila. Kot poročajo antični zgodovinarji (prvo stoletje pr. n. št.) , so Liguri v davnini vladali nad ogromnimi predeli Evrope, domnevno od Pirenejskega polotoka do Balkana, a so v teku stoletij izgubili vsa posestva in se omejili na obalo današnje Ligurije. Rimljani so jih zlahka premagali.
Reti so bili potomci nosilcev luko-melunske kulture (it. cultura di Luco-Meluno, nem. Laugen/Melaun-Kultur) , ki se je razvila na področju današnjega Trentinskega v 14. stoletju pr. n. št. Ker je na tem področju več nahajališč bakra, so bili Reti predvsem rudarji in kovači. Njihova kultura se je v marsičem zgledovala po etruščanski.
Kamuni so bili prebivalci doline Camonica [kamònika] v severovzhodni Lombardiji, ki so znani samo po petroglifih, ki so jih zapustili. Zgodovinar Strabon jih je vključil med antične Rete, a ni pisal o njihovem izvoru. Omenjajo se samo pozneje, ko so prešli pod Rimsko cesarstvo.
Elimi in Sikani so bili prebivalci antične Sicilije, Elimi na zahodnem delu otoka, Sikani v osrednjem (in vzhodnem do prihoda Sikulov). Po legendi naj bi bili Elimi veja antičnih Ligurov, Sikani pa Grkov. Moderne teorije sodijo, da so oboji bili avtohtoni ljudstvi Sicilije.
Sardi ali nosilci nuragične kulture so bili potomci priseljencev iz raznih delov Sredozemlja, ki so se na otoku asimilirali. Imeli so bogato kulturo že v 4. tisočletju pr. n. št., ki se je potem razvijala v teku stoletij in se ohranila še dolgo po rimski zasedbi. Korsi so bili pleme Sardov, ki se je naselilo na današnji Korziki.

## Italski indoevropejci
Glede na sorodnost jezikov se ta plemena delijo na dve skupini. To so Latino-Faliski (Latinci, Faliski, Sikuli, Avzoni in Avrunki, Opiki, Enotri, Itali) in Osko-Umbrijci (Oski, Umbrijci, Samniti, Sabinci, Pikeni, Lukani, Bruki). Oboji so prišli z osrednje Evrope v teku 2. tisočletja pr. n. št. in zasedli različna ozemlja.
Latino-faliskijska skupina je prispela v dveh selitvah približno med letoma 1200 in 1000 pr. n. št. Latinci so prišli do današnjega Lacija, kjer so ustanovili pomembno poljedelsko kulturo. Faliski so se ustavili nekoliko severneje, na obali današnjih Toskane in Kalabrije. Avzoni, Avrunki in Opiki so zasedli današnjo Kampanijo. Itali so bili predhodniki Sikulov, ki so dosegli Sicilijo.
Osko-Umbrijci so obšli Alpe v drugi polovici 2. tisočletja pr. n. št. Nekateri zgodovinarji so mnenja, da so se najprej naselili po Padski nižini, zato povezujejo njihov prihod z razvojem protovillanovske kulture. Kmalu pa so se selili proti jugu. Oski so vključevali Avzone, Avrunke in Opike ter se razširili po vsej Kampaniji, kjer so ustanovili več mest, med drugimi Pompeje. Med šestim in petim stoletjem pr. n. št. so večino Oskov podjarmili Grki in Samniti. Umbrijci so se naselili vzdolž osrednje Italije, od Padske nižine vse do gornjega toka reke Tibere. Bili so kulturno visoko razvito pleme, ki je ustanovilo več mestnih državic, iz katerih izhajajo nekatera današnja mesta srednje Italije. Samniti so bili skupina plemen, ki so po prihodu na polotok postopoma prekrili Oske, dokler niso v četrtem stoletju pr. n. št. prišli v stik z Rimsko republiko. Po treh samnitskih vojnah (343 – 290 pr. n. št.) so jih Rimljani premagali; z njimi so zapadli Rimu Oski, Lukani in Bruki, pozneje še Volski, ki so se najdlje upirali rimski kolonizaciji. Med samnitskimi vojnami so zavezništvo z Rimljani sklenili tudi Pikeni, ki so bili naseljeni v krajih današnje pokrajine Marke, in to je bil začetek njihove postopne romanizacije. Od Umbrov so se odcepili zelo zgodaj, verjetno z obredom svete pomladi, Sabinci, ki so zasedli približno današnjo pokrajino Rieti. Še za časa Romula so prišli navzkriž z nastajajočim rimskim kraljestvom, a so se kmalu združili z Rimljani, tako da je že drugi kralj bil Sabinec. Ohranili so svojo narodno identiteto do leta 268 pr. n. št., ko so postali polnopravni rimski državljani.

## Neitalski indoevropejci
Razen zgoraj navedenih plemen, ki so zaradi zgodnjega prihoda na polotok dobili ime italska ljudstva, so se pred razvojem starorimske civilizacije naselili na ozemlju današnje Italije tudi drugi narodi. To so predvsem Japigi, Rutuli, Kelti, Grki in Veneti.
Japigi so bili ilirsko ljudstvo. ki je poselilo obalo današnje pokrajine Apulije okoli devetega stoletja pr. n. št. Razvila so se tri plemena: Davni, Pevketi in Mesapi. Rutuli so znani predvsem iz Eneide, kjer je njihov kralj Turnus pomemben Enejev nasprotnik, a zgodovinskih pričanj o njihovem poreklu ni. Kelti, natančneje ljudstva halštatske kulture, ki so v železni dobi poseljevala osrednjo Evropo, so se širili po večjem delu Evrope. Diodor Sicilski poroča, da so prišli v Padsko nižino leta 391 pr. n. št..
Grki so bili prisotni predvsem v Veliki Grčiji (magna Graecia), ki je obsegala obalna področja današnje Kalabrije, in v Grški Siciliji, ki se je razvila kot samostojna država. Nastanek obeh skupnosti se postavlja v osmo stoletje pr. n. št. 
Severnojadranski Veneti so verjetno ena od vej protovillanovske kulture, v katero so se vključila plemena iz srednjevzhodne Evrope. V tem smislu je razumljiva podobnost venetščine z latinščino in faliskijščino. Vsem tem narodom je treba iskati skupen izvor v osrednjih predelih Evrope, od koder so se po prečkanju Alp naselili na raznih področjih polotoka. Tako naj bi Veneti poselili današnjo Benečijo, Oski so nadaljevali do osrednje Italije, Latini so se pomaknili še južneje do obal Tirenskega morja. Pri vseh treh pa so ostale nekatere jezikovne posebnosti, ki jih družijo.